# Praia do Bilene
Praia do Bilene, oft auch nur Bilene, ist eine Kleinstadt in Südmosambik, etwa 145 Kilometer von der Hauptstadt Maputo entfernt. Praia do Bilene ist einer der bekanntesten Badeorte in Südmosambik. Der Ort liegt direkt an der Lagune Lagoa Uembje, die durch einen schmalen Dünenstreifen vom offenen Ozean abgetrennt ist.
Die Haupteinnahmequelle des Ortes ist der Tourismus. Dazu gehören neben zahlreichen Unterbringungen in verschiedenen Kategorien auch Aktivitätsangebote wie Segeln, Kanufahren, Kitesurfen, Tauchen/Schnorcheln und Gleitschirmfliegen. Aufgrund des touristischen Andrangs haben sich unter anderem auch Banken (Banco BCI, Millennium bim) sowie einige Supermärkte angesiedelt.
Bilene liegt abseits der Nationalstraße EN1, eine 30 Kilometer lange, asphaltierte Straße führt vom Ort Macia zum Badeort. Des Weiteren gibt es in Bilene einen Flugplatz für Kleinflugzeuge.
Administrativ gehört Praia do Bilene als Verwaltungsposten (posto administrativo) zum Distrikt Bilene Macia der Provinz Gaza. Im Mai 2013 wurde Bilene zum Munizip (município) erhoben und genießt damit bestimmte Selbstverwaltungsrechte. Unter anderem kann die Bevölkerung einen Bürgermeister wählen. Bei den letzten Kommunalwahlen im Oktober 2013 wählte die Bevölkerung Mufundisse Chilende (FRELIMO) mit 91,74 Prozent zum Bürgermeister.